# Campylotropis harmsii
Campylotropis harmsii är en ärtväxtart som beskrevs av Anton Karl Schindler. Campylotropis harmsii ingår i släktet Campylotropis och familjen ärtväxter. Inga underarter finns listade i Catalogue of Life.